# 沪宜公路

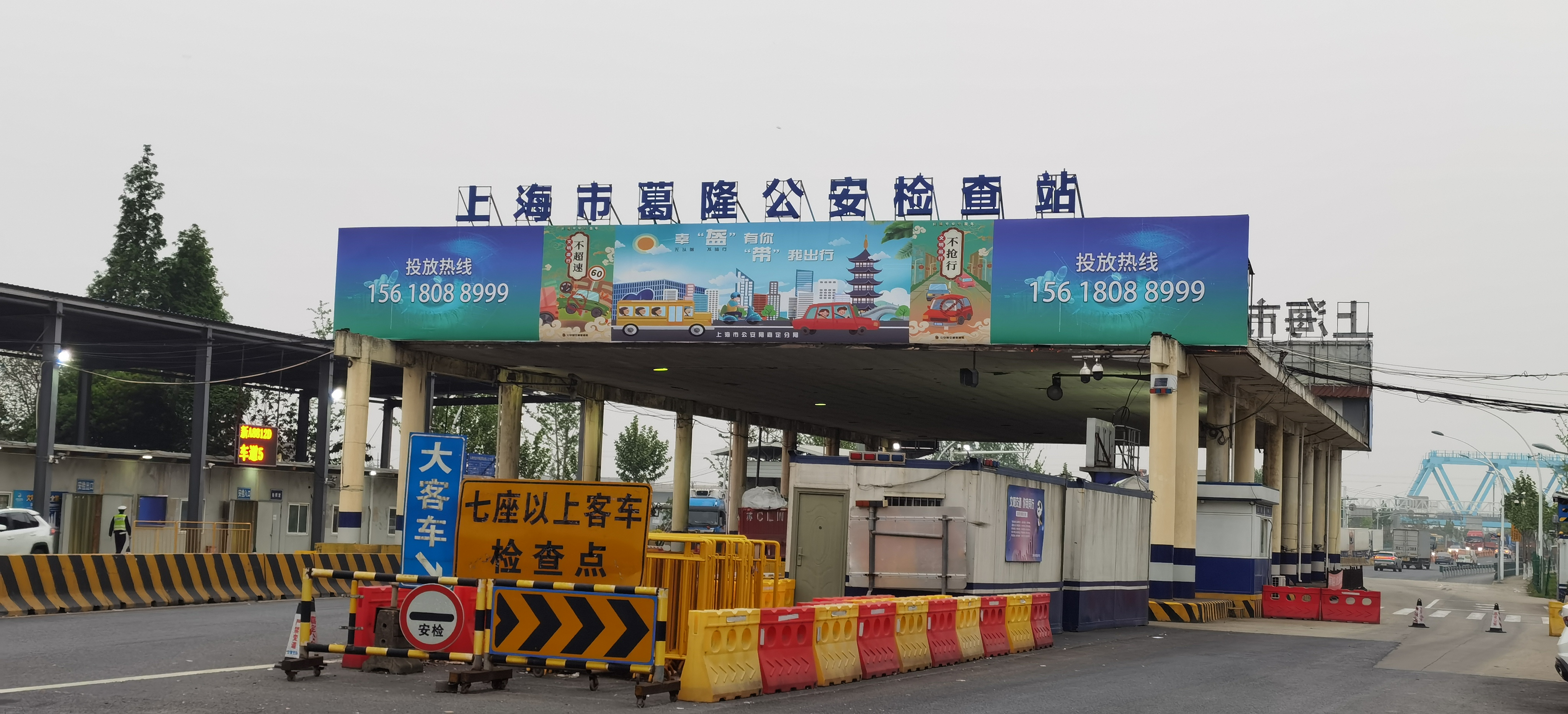
沪苏边界葛隆公安检查站

沪宜公路是中華人民共和國204國道的一部分，位於上海市嘉定區與江蘇省太倉市，起點為真南路，終點至太倉市境內與煙滬線相接。全長28.16公里。原先終點為宜興市，後縮短至上海與太倉交界處。20世紀40年代，錫滬公路與1934年建成的無錫至宜興段的公路合併為滬宜公路。1996年，滬宜公路的常熟顏港至上海段成為204國道一部分，常熟顏港至無錫翁家莊一段成為江蘇323省道一部分。